# Cultivo de arroz en la Albufera de Valencia

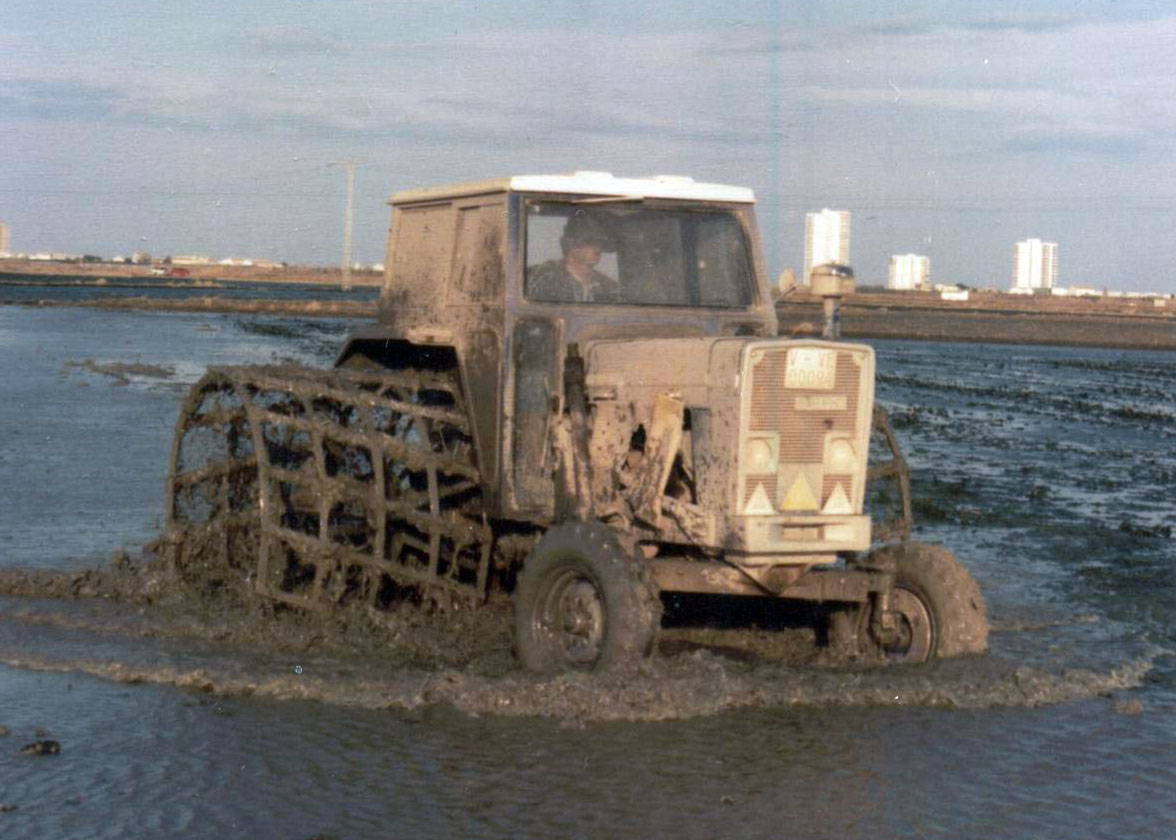
Tractor trabajando en los campos de arroz

Los musulmanes fueron los primeros en introducir el arroz en la provincia de Valencia, allá por el siglo VIII, y el cultivo se asentó especialmente en las proximidades de l’Albufera. Con la Reconquista (1238), el tejido productivo apenas cambió. Pero con la Expulsión de los Moros (1525) el desconocimiento del cultivo por parte de los nuevos dueños hizo que enfermedades como el paludismo se expandieran entre la población, lo que llevó a prohibir el cultivo de arroz en diferentes periodos, o a limitarlo en los terrenos pantanosos donde no se podía cosechar nada más.
El cultivo del arroz es uno de los cultivos de regadío más característicos y de mayor tradición del parque natural de la Albufera. Es, de hecho, el más importante para la agricultura de la zona.
La lista de municipios dónde se cultiva arroz es la siguiente: Albal, Albalat de la Ribera, Alfafar, Algemesí, Beniparrell, Catarroja, Cullera, Llaurí, Masanasa, Sedaví, Silla, Sollana, Sueca y Valencia.

## Proceso tradicional de cultivo
El proceso tradicional del cultivo del arroz en la Albufera, es la necesidad de trasplantar el arroz de un campo de cultivo a otro casi a la mitad del proceso. 

### Siembra
El cultivo tradicional del arroz abarcaba un año completo. Tras la cosecha que termina en octubre, un mes después, en noviembre se realiza la perellonà que consistía en inundar las tierras. Para inundar las tierras de cultivo se regulaban las compuertas del Perelló, del Perellonet y 
la de Pujol para alterar los niveles de agua que entraban y salían del lago hacía el mar. Esta operación solía durar unos dos meses, y con ella se inundaba los campos de forma descontrolada, y permanecían en ese estado hasta que en febrero se secaban las tierras con la aixugà.
Por lo que respecta al cultivo, este se iniciaba en pleno invierno con la siembra de forraje en un campo de cultivo que meses después se convertía en el planter. El forraje (ferratja, fabó) crecía durante todo el invierno. Llegado el mes de marzo, se molturaba con la tierra sobre la que se había sembrado con el fin de enriquecerla. Las raíces de este forraje retienen y son ricas en nitrógeno y esto favorecía mucho el crecimiento del arroz en su primera etapa. Los agricultores hacían los márgenes del 'planter' con el fin de que el agua quedara retenida dentro del mismo. Colocaban barro en los márgenes y utilizaban un caballo para 'patearlo' hasta hacerlo duro de forma que no fuera posible que se filtrara el agua a través de él. Una vez hechos los márgenes, las balsas que conformaban los márgenes del 'planter' se cubrían de agua. Se utilizaba entonces una 'entauladora de ganivets' (en la actualidad se utiliza un tractor provisto de ruedas de jaula directamente en el campo donde se siembra) tirada por un caballo que daba vueltas a la tierra mezclándola con el agua hasta hacer de ella un barro fino.
Con todo el proceso anterior, el 'planter' quedaba preparado para la siembra del arroz. El 'barrejat' consistía en repartir las semillas 'a voleo' por el campo. Con el fin de que quedaran esparcidas de forma suficientemente uniforme, el agricultor las repartía mientras medía sus pasos siguiendo un camino recto que enfilaba con unas cañas que situaba en los extremos del campo. Esta fase terminaba a mediados de marzo.
El 'planter' se realizaba en un campo de cultivo muy cercano a la vivienda del agricultor ya que, al principio, el cultivo del arroz requiere unos cuidados muy especiales. En el período de marzo a mayo, el agua estancada del 'planter' se va calentando gradualmente, favoreciendo su germinación pero también la aparición de toda una serie de microorganismos, insectos y plantas que son perjudiciales para su desarrollo en las primeras semanas. El agricultor debía vigilar constantemente el 'planter' a fin de eliminarlos. Actualmente el uso de toda una serie de sustancias químicas evitan el desarrollo de estos microorganismos lo que facilita mucho la tarea del agricultor.

### Cosecha
Hacia el mes de mayo el tallo del arroz sembrado ya había crecido entre 30-40 cm y era el momento de proceder a arrancarlo. Una cuadrilla de hombres arrancaba los tallos de arroz y los reunía en 'manojos' ('guaixos'), formando con ellos 'haces' ('garbas') de arroz de un tamaño de 30-40 cm de diámetro. Posteriormente, limpias de barro, se las trasladaba desde el 'planter' al campo arrozal donde los tallos serían replantados.
Poco antes de arrancar el 'planter', se iniciaba el proceso de preparación de los campos a los que se trasplantaría el arroz. Estos 'campos de la marjal' habían pasado inundados una parte del invierno (entre diciembre y febrero) con tal de que se produjera el proceso de descomposición de los restos orgánicos de la cosecha del año anterior a fin de enriquecer la tierra. Y también para favorecer la llegada de las aves migratorias procedentes del norte de Europa. Hacia febrero estos campos empezaban a secarse y se procedía a labrarlos mediante la 'xaruga' (herramienta de la que tira un animal o dos que permite labrar tierras compactas). Tras lo que se iniciaba en ellos el mismo proceso realizado para preparar el 'planter': se inundaban los campos, y se molturaba la tierra y el agua produciendo un barro fino.
A partir de ese momento se procedía a la 'plantada' del arroz. Las 'garbas' de arroz procedentes del 'planter', se repartían uniformemente por todo el campo mediante 'carrets de garbejar'. Luego las cuadrillas de 'plantadores de arroz' se encargarían de replantar los tallos de arroz. Estos replantaban en el terreno los 'manojos' ('guaixos') formados por entre 3 y 5 tallos de arroz. Lo hacían en línea recta, desplazándose de espaldas hacia atrás, para no pisar lo ya plantado.
Con el calor de la primavera el arroz crece de forma muy rápida. Pero se ha de tener mucho cuidado en esta época del año porque también se produce el crecimiento de otro tipo de plantas que son perjudiciales para el arroz: 'el llepó, el gram, la llengüeta, el serreig y la xunsa'. En el pasado la eliminación de estas plantas se hacía a mano ayudados de una hoz, hoy en día se utilizan herbicidas para evitar su crecimiento.

### Siega

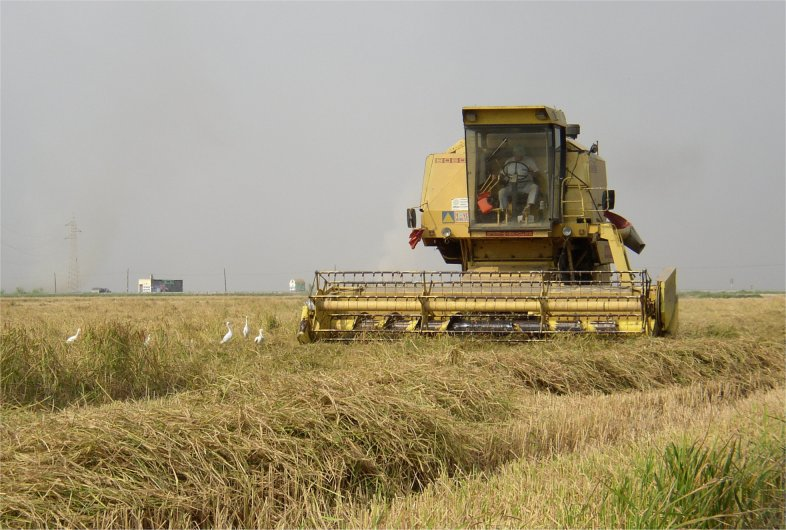
Cosecha del Arroz en la marjal de la Albufera (Sueca).

Llegados a inicios del mes de septiembre, la espiga ya ha crecido y es el momento de la recolección. Una cuadrilla de hombres iba segando el arroz a mano con una hoz. Conforme segaban iban haciendo garbas con las espigas de arroz. Estas se colocaban sobre aquellas partes húmedas (rastoll) de las mismas garvas, que previamente habían sido cortadas con la 'corbella de desbarbar' por ser inservibles, de forma que no tocaban el agua. Era este un proceso muy pesado que precisaba además ser muy rápido, ya que este período es de mucha humedad y se corre el peligro de que se produzcan tormentas que podrían inundar el arroz recién cosechado humedeciéndolo. Si esto ocurría se debía esperar a que se secaran las garbas en el campo pudiendo ocurrir que con el calor germinase de nuevo lo que lo haría inútil. A medida que los haces se secaban se sacaban a la era con el 'carro de garbejar' provisto de unos patines y tirado por un caballo.

### Trilla
Las garbas eran transportadas hasta el 'sequer' bien con carros o tractores. Allí se procedía al trillado del arroz. El trillado consistía en separar el grano de arroz de la espiga. Lo hacían los hombres, primero utilizando un trillo tirado por animales, y después con 'forques' volteando las espigas de arroz para que el grano se soltara. Cuando el grano quedaba separado se sacaba la paja y se quedaba sólo el arroz para que pudiera recogerse. Un último proceso permitía separar los granos buenos de las 'cáscaras' ('pallús') y las pequeñas pajitas que podían haber quedado. Para lo cual se procedía a la 'aventa' del arroz, que consistía en lanzar el arroz en dirección al viento con una pala para separarlo de esos restos. A finales del siglo XIX la introducción de la trilladora a vapor evitó todo este trabajo de trillar y aventar ya que la misma realizaba todo este proceso. En los años 40 la utilización del gasoil como fuente de energía permitió la utilización de trilladoras móviles que se desplazaban hasta los 'sequers' y allí mismo trillaban el arroz.

### Secado y almacenado
Tras el trillado venía el proceso de secado del arroz. El secado del arroz consistía en escamparlo mediante un 'rascle' a lo largo de toda la era. Con una 'llauradora' se hacían surcos a la superficie extendida de arroz de manera que los rayos del sol incidieran sobre una superficie de exposición mayor. La 'llauradora' se pasaba en distintas direcciones a lo largo del día para permitir un buen secado. Un día soleado con viento seco de poniente podía ser suficiente para secar el arroz. Una vez secado se amontonaba en montones grandes mediante la 'truxilla' que era tirada por un caballo. Tras amontonar el arroz ya podía ser recogido y almacenado en un granero. Una parte de agricultores utilizaban como graneros la parte superior de sus propias casas (cambras). El arroz era trasportado hasta allí en sacos desde la era. Para subirlo a las 'cambras' podía utilizarse los servicios de una 'colla de carregadors'. Otra alternativa era vender parte de la cosecha directamente desde la era.
Es muy importante el secado del arroz porque de no secarse bien podría producirse un proceso de fermentación que compactaría el arroz estropeándolo. Si esto ocurría había que esparcirlo de nuevo para ventilarlo, secándolo de nuevo. Si el traslado del arroz para su almacenamiento, tras amontonarlo, no era posible se procedía a taparlo con lonas para evitar que si llovía se mojara, evitando ese proceso de fermentación.
Durante todo este proceso el agricultor seleccionaba el mejor arroz para utilizarlo en la 'barrexà' de la cosecha del año siguiente. A lo largo del año el resto del arroz se vendía, a excepción de una parte, el 'cupo', que se destinaba al sindicato arrocero. El 'cupo' era una especie de impuesto que cobraba el estado a través de dicho sindicato, y su cobro no se eliminó hasta bien entrados los setenta.

### Molido
El último proceso para que el arroz llegue al público y sea apto para el consumo es molerlo. Moler el arroz consiste en separar la cáscara del grano. Una vez retirada la cáscara, queda un grano de un cierto color pardo. Este grano es el denominado hoy en día arroz integral. A este grano todavía se le ha de quitar una primera capa que aunque tiene muchas vitaminas también contiene mucho almidón. Una vez pulido este grano ya obtenemos ese grano de arroz de color blanco que se vende para el consumo.

## Innovación productiva

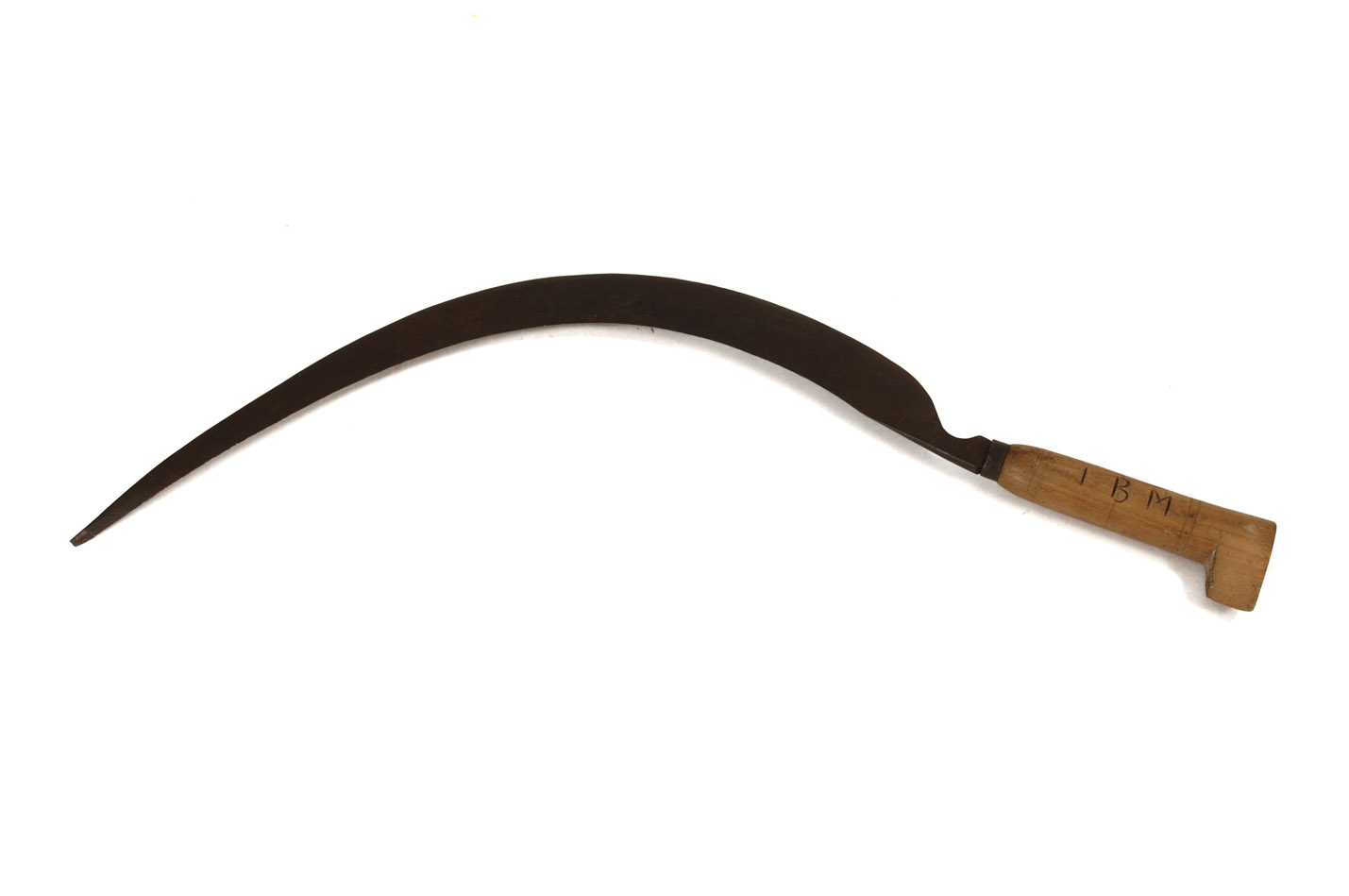
Hoz de desbarbar, utilizada en Catarroja. (Museu Valencià d'Etnologia).

En el cultivo del arroz se han introducido toda una serie de cambios que han contribuido a conseguir un incremento sustancial de su productividad. Desde la utilización de semillas más productivas a través de una mejor selección de las mismas.  Pasando por la utilización de mejores abonos y de nueva maquinaria que ha sustituido a la mano de obra: como la cosechadora, una máquina que cosecha, trilla y transporta el arroz hasta un tractor o camión situado en la era, cuya utilización se extendió a partir de mediados de los setenta; o la secadora, una nueva maquinaria que seca el arroz mediante aire caliente hasta el grado de secado que se requiere. Mediante la utilización de herbicidas y pesticidas que evitan la aparición de organismos que impiden el correcto crecimiento del arroz. Hasta, por supuesto, la siembra directa en el campo de arroz sin necesidad de tener que sembrar en el 'planter' para posteriormente arrancar el arroz y trasplantarlo a los arrozales.
Actualmente la siembra se realiza en el mes de mayo directamente en los arrozales y el arroz crece sin ningún tipo de problema. Incluso la aparición de las cooperativas, que permiten a los agricultores secar, almacenar y vender el arroz de una forma más eficiente. En estos últimos años las desventajas asociadas al minifundismo van desapareciendo con la formación de agrupaciones de campos que permiten reunir economías de escala por su mayor superficie cosechada abaratando los costes. Todos estos cambios han conducido a conseguir cosechas mucho más productivas.